# Benito Arias Montano
Benito Arias Montano ou Benedictus Arias Montanus (Fregenal de la Sierra, 1527 – Sevilha, 6 de julho de 1598) foi um orientalista e editor espanhol do Antwerp Polyglot.

## Biografia
Nasceu em Fregenal de la Sierra, na Estremadura, em 1527. Depois de estudar nas universidades de Sevilha e Alcalá de Henares, foi ordenado padre, em 1559. Tornou-se membro clerical da Ordem Militar de Santiago, e acompanhou o Bispo de Segóvia ao Concílio de Trento (1562), onde muito se destacou.
Quando retornou, retirou-se para uma ermida em Aracena convocado por Filipe II (1568) para supervisionar uma nova versão poliglota da Bíblia, contando com a colaboração de alguns homens instruídos. A obra foi lançada pela editora Plantin (1572, 8 volumes) com o título Biblia sacra hebraice chaldaice, graece et latine, Philippi II regis catholici pietate et studio ad sacrosanctae Ecclesiae usum.
León de Castro, professor de línguas orientais, em Salamanca, para quem a tradução da Vulgata de Arias era oposta ao texto hebraico original, denunciou Arias aos romanos, e mais tarde à inquisição espanhola, por alterações do texto bíblico, fazendo uso liberal dos escritos rabínicos, violando o decreto do Concílio de Trento, no que diz respeito à autenticidade da Vulgata. Depois de várias viagens a Roma, Arias livrou-se das acusações (1580) e retornou à ermida, recusando as honras episcopais que lhe foram oferecidas pelo rei. Aceitou, contudo, o título de capelão militar real, mas foi induzido a abandonar o seu retiro a fim de superintender a biblioteca do Mosteiro e Sítio do Escorial e ensinar línguas orientais.
Deixou a vida de eremita, dividindo o seu tempo entre a oração e o estudo. Em adição às obras escritas relacionadas com a poligota, as mais célebres são Antiquitatum judaicarum libri IX (Leyden, 1593); e também: Humanae salutis monumenta (Antuérpia, 1571). Ele foi ainda considerado poeta.
Ele foi tema de um Elogio histórico, por Tomás Gonzalez Caral, nas Memorias de la Real Academia de la Historia (Madrid), vol. vii.